# 안토니 피에흐니체크
안토니 크지슈토프 피에흐니체크(폴란드어: Antoni Krzysztof Piechniczek, 1942년 5월 3일, 실롱스크 주 호주프 ~)는 폴란드의 전직 프로 축구 감독이자 선수이다. 그는 2007년부터 2011년까지 폴란드 원로원으로 활동하기도 했다.

## 선수 경력
피에흐니체크는 호주프 출신이다. 그는 나프르주드 리피니, 레기아 바르샤바, 루흐 호주프, 그리고 샤토루에서 활동했다. 그는 폴란드 국가대표팀 경기에도 3번 출전했다.

## 감독 경력
지도자로서, 그는 루흐 호주프, 구르니크 자브제, 카타르의 알 라이얀, 튀니지의 에스페랑스 튀니스 등을 지도했다.
그는 폴란드 국가대표팀 임기로 잘 알려져 있다. 그는 1981년부터 1986년까지, 1996년부터 1997년까지 국가대표팀을 이끌었다. 그 동안 1982년과 1986년 월드컵에 참가했는데, 이 중 1982년 대회에서 3위에 입성했다.
그는 튀니지와 아랍에미리트 국가대표팀을 지도하기도 했다.

## 정치 경력
피에흐니체크는 2002년 지방선거에서 제2대 실롱스크 주 의원으로 당선되었고, 세 명의 부의장 중 한 명으로 선정되었다. 2006년에는 재선에 성공했지만, 제3대 주의회 임기는 1년 만에 끝났다. 2007년에는 폴란드 원로원(상원 의원)으로 당선되어 2011년까지 활동했다.

## 수상

### 선수
레기아 바르샤바
- 푸하르 폴스키: 1963–64[3]

루흐 호주프
- 엑스트라클라사: 1967–68[3]

### 감독
오드라 오폴레
- 푸하르 리기: 1977[3]

폴란드
- 월드컵 3위: 1982[3]

구르니크 자브제
- 엑스트라클라사: 1986–87[3]

개인
- 폴란드 올해의 축구 감독: 1978[4]

상훈
- 폴란드 재건국 훈장 장교장: 1999[3]
- 폴란드 재건국 훈장 기사장: 1982[3]